# S.U.S. (dal)
A S.U.S. Aygün Kazımova első kislemeze a "Duy" című albumról.

## Ranglisták
| Lista                           | Helyezés |
| ------------------------------- | -------- |
| ATV Top 15                      | 1        |
| Lider TV Top 10                 | 1        |
| Deezer Azerbaijan Top 10        | 1        |
| Azerbaijani iTunes Top 100 Song | 1        |